# Predor Valeta
Predor Valeta je kamnit cestni predor, ki poteka pod hribom Lucan in je del sprehajalno kolesarske poti Parenzana - Pot Zdravja in Prijateljstva. Je eden izmed devetih kamnitih predorov na Porečanki in je tudi najbolj ohranjen. En konec predora se nahaja v Strunjanu, drugi pa v Portorožu in predstavlja eno najbolj priljubljenih povezav med Strunjanom in Portorožem. 
Gradnja predora se je začela leta 1900 in je bila končana leta 1902. Predor je dolg 550 metrov in je s tem najdaljši predor na trasi Parenzane. Speljan je v blagem ovinku, poteka pa skoraj točno pod krožnim krožiščem na Valeti. Med letoma 1902 in 1935 je služil kot železniški predor nekdanje ozkotirne železnice med Trstom in Porečem po kateri je vozila parna lokomotiva. Po ukinitvi proge 31. avgusta 1935 je bil predor nekaj let zaprt, po drugi svetovni vojni pa je služil kot skladišče in za gojenje gob. Ko je bil leta 2000 sprejet dogovor o preureditvi nekdanje proge je bil predor prenovljen, vanj so namestili luči za razsvetljavo, očistili zidove, makadam v predoru asfaltirali v cesto, na vsaki strani predora pa so nastavili dve do tri betonske ovire, ker skozi predor ni dovoljena vožnja z avtomobili, težkimi motorji in drugimi štirikolesnimi vozili. 
Danes skozi preurejen in osvetljen predor pelje sprehajalno kolesarska pot Parenzana - Pot Zdravja in Prijateljstva. 

## Galerija
- Vhod v predor iz portoroške strani.
- Notranjost predora.